# Abrègement iambique
L'abrègement iambique, en latin correptio iambica ou encore brevis brevians, est un phénomène prosodique ou métrique attesté dans la poésie latine préclassique, particulièrement chez Plaute et Térence, par lequel une syllabe normalement longue (–), par nature ou par position, vient à être mesurée comme une brève (⏑), lorsqu'elle se trouve immédiatement après une autre syllabe brève : une séquence ⏑ –, dite séquence iambique, devient donc l'équivalent d'une séquence ⏖, c'est-à-dire pyrrhique. La première syllabe de la séquence est appelée la brevis et la seconde la brevianda.
Ce phénomène, qui ne peut survenir qu'à certaines conditions, reste en tout cas toujours une possibilité pour le poète, jamais une obligation. C'est la raison pour laquelle un lecteur moderne de Plaute et Térence, s'il est confronté à un mot où les conditions de l'abrègement iambique sont réunies, ne peut pas a priori savoir si c'est la scansion sans abrègement ou avec qui doit prévaloir dans la mesure du vers : l'abrègement iambique génère ainsi des incertitudes de scansion qui entravent une lecture métrique à vue des pièces concernées.
L'abrègement iambique se trouve surtout dans la métrique iambo-trochaïque et anapestique des dramaturges républicains. Il est très rare, même chez ces auteurs, dans la métrique crétique et bacchiaque. Son existence dans l'hexamètre dactylique est très incertaine, même si quelques vers des Hedyphagetica d'Ennius, dont la tradition manuscrite est extrêmement mutilée, semblent pouvoir se résoudre en admettant un abrègement iambique. Quant au saturnien, il n'est pas impossible qu'il ait pu lui aussi connaître l'abrègement iambique.

## Conditions d'apparition du phénomène
On admet généralement trois conditions pour que puisse se produire l'abrègement iambique :
1. La brevis et la brevianda doivent former ensemble un seul élément métrique, c'est-à-dire un même demi-pied. Par conséquent, il est impossible que la brevianda, une fois abrégée, puisse à son tour abréger la syllabe suivante : il y aurait là une suite de trois brèves qui, par définition, ne peuvent figurer dans le même demi-pied.
2. Entre la brevis et la brevianda, il ne peut pas se trouver une fin absolue de mot. Cette condition n'est en fait qu'une conséquence de la précédente, puisque la loi de Ritschl interdit que deux brèves déchirées entre deux mots constituent un même demi-pied ; or, comme la brevis et la brevianda doivent former un seul élément, elles ne peuvent être déchirées entre deux mots. On appelle "fin absolue de mot" l'endroit du vers où s'achève un mot polysyllabique non proclitique et où commence un mot non enclitique.
3. La brevianda ne doit pas être tonique. Autrement dit, une syllabe accentuée ne peut subir l'abrègement iambique.

Un vers qui semblerait présenter un abrègement iambique contraire à ces conditions est souvent considéré comme corrompu. Dans les faits, toutefois, la dernière règle est celle qui semble admettre le plus d'exceptions, que l'on a voulu diversement expliquer. Par exemple, le mot Philippus, normalement mesuré ⏑ – –, se trouve quelquefois mesuré ⏖ –, avec un abrègement iambique touchant pourtant la syllabe normalement tonique (Philíppus) : de nombreux métriciens admettent que, dans un tel mot, l'accent grec de Φίλιππος ait pu être préservé en latin, au moins à l'époque préclassique, ce qui aurait donc rendu licite l'abrègement sur ce mot. Il en irait de même du mot talentum, parfois mesuré ⏖ –, qui aurait conservé l'accent du grec τάλαντον.
On a en outre émis l'hypothèse de l'existence d'un accent d'enclise dans des groupes verbaux, pour expliquer des abrègements se produisant apparemment sur syllabe tonique. On trouve ainsi des cas comme mŏlĕstæ sunt, scĕlĕstæ sunt ou mŏdĕsti sint, où l'on a suggéré que l'accent ait pu se déplacer à chaque fois sur la syllabe finale du premier mot sous l'effet de l'enclise du verbe esse. Plus délicat est le problème de vŏlŭptas mea/tua, expression qui revient à de nombreuses reprises en fin de vers, et qui semble ici encore appeler un accent d'enclise du type voluptás mea pour justifier l'abrègement.
Il n'en demeure pas moins qu'il reste un certain nombre de cas problématiques, au point que Jean Soubiran ait considéré que cette troisième condition n'était pas impérative : d'après lui, la tonicité d'une syllabe réduit la probabilité d'abrègement, mais ne l'interdit pas. Quant à Marco Fattori, il considère, après analyse statistique, que seul l'accent sur la pénultième d'un mot polysyllabique (type volúntas) empêche l'abrègement, mais pas sur un mot de deux syllabes (type sed úxor) ou lorsqu'il tombe sur l'antépénultième (type ligúrriunt). Ceccarelli nie toutefois les conclusions de Fattori, en insistant sur le fait que les abrègements sur syllabes toniques concernent surtout quelques mots : sĕd ŭxor présente quelques fois l'abrègement iambique, mais jamais sed urbem, par exemple. Dans le même registre, il semble que la syllabe abrégée soit bien plus facilement longue par position que longue par nature, mais ce n'est certainement pas un critère impératif. En revanche, Jean Soubiran insistait sur une autre tendance de l'abrègement iambique, que certains ont voulu ériger en condition d'apparition : la séquence iambique abrégée appartient souvent au début d'un "élan phonétique", c'est-à-dire rarement à la fin d'une phrase ou d'une intention, au point que la séquence semble presque toujours "regarder vers la suite". En d'autres termes, il y a généralement encore des syllabes ou des mots après la syllabe abrégée dans la proposition. Toutefois, cette observation n'est généralement plus admise comme une condition définitoire du phénomène.
On a en outre observé que l'abrègement iambique ne se produisait presque jamais lorsque la brevis se trouvait devant le groupe muta cum liquida, lequel groupe n'alourdit pourtant jamais la syllabe précédente chez Plaute et Térence. Ainsi, alors que patrēs est toujours scandé avec une première syllabe brève chez ces auteurs (contrairement aux auteurs de l'époque classique qui peuvent syllaber pat.rēs et ainsi scander – –) et fournit donc une séquence iambique ⏑ –, la seconde syllabe ne semble que très rarement pouvoir s'abréger.

## Principaux types d'abrègements iambiques

### Séquence iambique finale de mot
Le cas d'abrègement iambique le plus typique se trouve dans les mots de deux syllabes de structure iambique (abī, senex, volō, etc.), ou dans les mots de plus de deux syllabes dont la séquence finale est iambique (nēminī, nesciō, etc.). On trouve ainsi des vers comme :
- bŏnŭm sodalem? :: quid me facere vis? :: idem quod me vides (Pl., Merc. 621 (septénaire trochaïque))
- Jŏvĕm se placare posse donis, hostiis (Pl., Rud., 23 (sénaire iambique))
- faci(am) :: at j(am) hoc ŏpŭst :: hem… sed mănĕ: concrepuit a Glyceri(o) ostium (Pl., And., 682 (octonaire iambique))
- nam nisi mi penus annuus hodie convĕnĭt, cras pŏplŏ prostituam vos (Pl., Ps., 178 (octonaire anapestique))

Il existe d'ailleurs une série limitée de mots de deux syllabes, qui étaient historiquement de structure iambique, dans lesquels l'abrègement iambique s'est lexicalisé jusqu'à l'époque classique : ainsi, le mot ĕgŏ avait historiquement un o long (cf. grec ἐγώ), mais n'est attesté, même à l'époque classique, qu'avec la finale brève. Il en va ainsi aussi de cĭtŏ, mŏdŏ, nĭsĭ, mălĕ et bĕnĕ. Quant aux mots ŭbī̆, ĭbī̆, mĭhī̆, tĭbī̆, sĭbī̆, căvē̆ et pŭtō̆, ils sont librement utilisés, à l'époque classique, tantôt comme des iambes, tantôt comme des pyrrhiques, au besoin du poète. Tous ces mots sont appelés des quasi-pyrrhiques et, déjà à l'époque préclassique, ils semblent jouir de libertés particulières par rapport aux autres mots iambiques abrégés (type ŏpŭst), puisqu'ils sont les seuls qui peuvent répartir la brevis et la brevianda sur deux éléments métriques différents, en contradiction avec la première condition d'apparition du phénomène (c'est le type quĭs ĕgŏ sim en début de vers trochaïque, où quĭs ĕ- forme le premier élément du tribraque initial, et -gŏ le second) ; en outre, ils sont les seuls cas d'abrègement iambique rencontrés également dans la métrique crético-bacchiaque. Cela a poussé certains métriciens à considérer que ces quasi-pyrrhiques de l'époque classique ne sont pas, en réalité, la dernière survivance du phénomène d'abrègement iambique, et doivent être compris dès l'origine en dehors de ce cadre. Chez Plaute et Térence, les mots apud et enim sont aussi presque toujours scandés comme des pyrrhiques.
L'abrègement de la finale d'un mot crétique (type convĕnĭt) n'est possible que dans la métrique anapestique, car la métrique iambo-trochaïque est soumise à la loi de Hermann-Lachmann, qui interdit que les deux brèves constituant un même élément soient finales de mot. L'abrègement du type convĕnĭt produirait un mot de forme dactylique, qui, à cause de cette loi, est normalement impossible à intégrer dans le schéma d'un vers iambo-trochaïque, sauf dans les "lieux avec licence", c'est-à-dire essentiellement au premier pied, d'où tout de même des exemples du type "nemĭnĭ plura" au début d'un septénaire trochaïque (Ter., Hec., 281).
Il est important de voir que l'abrègement iambique est en outre impossible sur la syllabe finale d'un mot de forme anapestique, comme rĕdĕō, à cause de la première condition d'apparition du phénomène. Car pour déterminer comment deux syllabes brèves peuvent s'associer pour former un élément, il faut toujours partir de la première brève du mot et avancer de gauche à droite. Ainsi, dans rĕdĕō, le groupement des brèves est forcément <rĕdĕ>ō, ce qui ne laisse aucune place à la possibilité d'un abrègement iambique du type *rĕ<dĕŏ>. En revanche, dans un mot de quatre syllabes du type sĕquĭmĭnī, l'abrègement iambique de la finale est possible, du moins dans la métrique anapestique non soumise à la loi de Hermann-Lachmann, grâce à un regroupement de brèves du type <sĕquĭ><mĭnĭ>.
On notera que l'abrègement iambique ne se trouve que rarement en fin de phrase. Ainsi, si vŏlŏ scīre est normalement toujours abrégé (sauf dans les vers crétiques d'où le phénomène est absent), le même mot se trouve sans abrègement dans : "Alcumen(a), unum rogare te vŏlō. :: quid vis roga" (Pl., Amph., 708 (septénaire trochaïque)). Les notables exceptions sont vĭdĕn? (de vidēsne) et scĭŏ, souvent utilisés comme des genres d'adverbes de phrases, en fin de membre syntaxique : notons que ces deux mots se trouvent encore avec l'abrègement chez Virgile ou Catulle.

### Séquence iambique initiale de mot
L'abrègement iambique se trouve en outre assez souvent à l'initiale des mots longs, en position (pas forcément immédiatement) pré-tonique. Dans de tels cas, la brevis est presque toujours la syllabe initiale du mot, et la brevianda la seconde : on ne trouve en effet presque aucun cas du type *impĕrătōribus comme séquence abrégée du régulier imperātōribus ; cf. tout de même permădĕfēcit (Pl., Mos., 143) et admĭnĭstrāret (Pl., Epid., 418). On trouve ainsi :
- căvĭllationes, adsentatiunculas (Pl., Sti., 228 (sénaire iambique))
- jŭvĕntut(e) et pueris liberis, ama quidlubet (Pl., Cur., 38 (sénaire iambique))
- ubi sint măgĭstratus quos curar(e) oporteat (Pl., Per., 76 (sénaire iambique))
- quin si vŏlŭntate nolet, v(i) extrudam foras (Pl., Mil., 1124 (sénaire iambique))
- pŭdĭcitiam quisquam suæ servare filiæ (Pl., Ep., 405 (sénaire iambique))

On trouve aussi des abrègements iambiques de ce type dans des noms propres grecs, sur la syllabe qui, quoique atone en latin, portait l'accent en grec : Ălĕxander (cf. grec Ἀλέξανδρος) ou Sўrăcusæ (cf. grec Συράκουσαι), ce qui affaiblit l'explication par conservation de l'accent grec des mots qui, à l'inverse, subissaient l'abrègement sur la syllabe tonique du latin mais atone du grec (Phĭlĭppus, tălĕntum).
Il semble que les scansions virgiliennes călĕfaciō (Aen., 12, 66 et 12, 269) et pătĕfaciō (Aen., 2,259) en face de pătēfaciō chez Lucrèce (4, 320 et 6, 1001) et systématiquement de expergēfaciō ou fervēfaciō (où il n'y avait pas de séquence iambique) soient encore des restes de ce phénomène dans la poésie classique.

### Séquence iambique commençant par un monosyllabe
Le dernier type fréquent d'abrègement iambique se trouve dans les « mots métriques » constitués d'un monosyllabe bref et d'un autre mot, qu'il soit ou non monosyllabique. Dans un tel cas, en effet, on ne considère pas qu'il y a "fin absolue de mot" entre les deux mots, car les monosyllabes brefs ont en latin une très faible autonomie phonétique, et l'abrègement peut donc se produire. Le cas peut aussi se trouver lorsque le premier mot est devenu monosyllabique après une élision. On trouve ainsi :
- quĭd hŏc negotist quŏd ŏmnes homines fabulantur per vias (Pl., Cis., 774 (septénaire trochaïque))
- sĕd hŏc mi molestumst; n(am) istæc commemoratio (Ter., And., 43 (sénaire iambique))
- quĭs ĭstæc est quam t(u) osculum mi ferre jubes? :: tua filia (Pl., Ep., 573 (septénaire trochaïque))
- tu tĭb(i) ĭstos habeas turtures, piscis, avis (Pl., Mos., 46 (sénaire iambique))
- quĭd ăbstulist(i) hinc? :: di me perdant s(i) ego tui quicqu(am) abstuli (Pl., Au., 645 (septénaire trochaïque))
- id quod verumst :: at cum cruciatu jam, nĭs(i) ăpparet, tuo (Pl., Amph., 793 (septénaire trochaïque))

Ce type d'abrègement en particulier pose de graves problèmes liés à la place de l'accent, surtout dans les formes dérivées de iste et ille, mais aussi dans des adverbes comme ergo et hercle, dont la première syllabe, a priori tonique, est souvent abrégée après un monosyllabe bref. Marco Fattori a même montré, avec une approche statistique, que les cas d'abrègements du type sĕd ŭxor, où la brevianda est tonique, sont à peu près aussi fréquents que les cas d'abrègements du type sĕd ŭxorem, où la brevianda est atone.

### Séquence iambique entre deux mots réunis par élision
Mais Plaute se permet aussi, presque seulement dans ses vers anapestiques, un type d'abrègement beaucoup plus rare, où la brevis et la brevianda sont séparées entre deux mots différents, qui ne sont réunis entre eux que par l'élision. Cela s'explique sans doute par le fait que la métrique anapestique n'est pas soumise à la loi de Ritschl, ce qui l'exclut donc peut-être de la deuxième condition de l'abrègement iambique. On peut toutefois, rarement, trouver ce type d'abrègement dans les vers iambo-trochaïques, mais seulement dans les "lieux avec licence", qui sont soumis avec moins de rigidité à la loi de Ritschl, c'est-à-dire essentiellement au premier pied. On trouve ainsi :
- male perditus, pessĭm(e) ŏrnatus eo (Pl., Au., 721a (quaternaire anapestique))
- minus ab nemĭn(e) ăccipiet :: eu | ecastor, nimis vilest tandem (Pl., Mil., 1062 (septénaire anapestique))
- tu Sagaristĭ(o) ăccumb(e) in summo (Pl., Per., 767 (quaternaire anapestique))
- intĕr ĭllud tamen negotium meis curavi amicis (Pl., St., 679 (septénaire iambique))

Il s'agit donc ici du seul cas de figure où la séquence iambique abrégée n'est ni initiale ni finale du mot ou du groupe auxquels elle appartient.

## Historique du phénomène et controverses interprétatives

### Le long chemin vers l'identification du phénomène
En 1726, dans la préface de son Terentius, Westerhof niait absolument que la comédie préclassique latine ait été versifiée : « Sane qui rationem metricam in Terentio certis legibus innixam adstrictamque dare volet, Terentium ipsum, forte et Lælium et Scipionem ab inferis excitet necesse est. » (« Certes, celui qui voudra trouver une logique métrique chez Térence appuyée et attachée sur des règles bien établies, fera nécessairement se retourner dans sa tombe Térence lui-même, et sans doute aussi Lélius et Scipion. ») Si nombreuses étaient en effet les licences que l'on croyait devoir admettre pour faire rentrer le texte de Térence dans des schémas métriques, que plusieurs savants étaient à peu près convaincus qu'il s'agissait tout bonnement de prose.
Pourtant, cela faisait déjà environ deux siècles que les humanistes s'étaient intéressés au texte des comédies romaines, en particulier à Térence, et avaient proposé différentes solutions pour en comprendre la métrique. Érasme, le premier, dans le De metris proposé dans son édition de Térence (1532), acceptait différentes licences prosodiques pour faire rentrer les vers dans la succession des pieds que Priscien avait listés comme possibles dans son De metris Terentii ; c'est ainsi Érasme qui note : « in cave, vide, mane et abi, finalis corripitur » (« dans cave, vide, mane et abi, la finale s'abrège »). Les travaux, à la même époque, de De Gouveia vont aussi dans le sens d'une diversité prosodique de Térence par rapport aux auteurs classiques.
Mais contre ceux qui voulaient admettre une foule de licences prosodiques, se tenaient ceux qui croyaient plutôt à une diversité métrique de Térence. Glaréan fut le premier à proposer (1540) la possibilité que Térence ait aussi admis le crétique dans la versification iambo-trochaïque, et se demandait même si l'amphibraque, le bacchée et les quatre types de péons n'étaient pas possibles également. Cette solution, en détendant à l'extrême le cadre métrique des comédies antiques, permettait de ne pas avoir à se soucier de licences prosodiques. C'est de cette école qu'était aussi Scaliger, grand adversaire d'Érasme dont il estimait que seul un "barbare germanique" comme lui aurait pu proposer de défigurer le latin par des licences prosodiques intenables pour une oreille latine.
Au fond, comme le note Bettini, cette opposition primitive des humanistes entre les "prosodistes" et les "métricistes" préfigurait déjà l'opposition qui structure aujourd'hui encore le débat, depuis le 19e siècle, entre ceux qui estiment que l'abrègement iambique est un véritable phénomène linguistique (comme Lindsay et Skutsch), et ceux qui pensent qu'il s'agit d'un phénomène purement métrique (comme Sonnenschein et Beare).
Un pas important dans l'identification des cas aujourd'hui groupés sous l'appellation d'abrègement iambique fut le travail de Bentley (1726), qui mettait en évidence trois choses : que seules les longues "par position" peuvent s'abréger, que les séquences touchées par l'abrègement se trouvent surtout dans des monosyllabes, des bisyllabes et des composés avec préposition, et que cette licence se retrouve surtout au premier pied du vers. C'est fort de cet enseignement que Hermann rédige ses Elementa doctrinae metricae (1816), où le problème commence doucement à se poser dans les termes contemporains. Mais c'est à l'œuvre de Geppert, Über den Codex Ambrosianus (1847), que l'on doit d'avoir définitivement mis sur le même plan un cas comme jŭbĕ et un cas comme vŏlŭptatis. Mais c'est aussi avec lui que commence à se mêler à la question de l'abrègement iambique le problème de l'ictus métrique, que l'école allemande a toujours plutôt considéré comme étant un élément vocal. C'est dans ce contexte que sont écrits les Prolegomena du Trinummus de Ritschl, où l'étude systématique des types de ce que l'on appelle aujourd'hui abrègement iambique a été entreprise ; mais Ritschl proposait encore différentes solutions prosodiques selon les types : dans des cas comme sĭmĭllumæ et sŭpĕllectile, par exemple, Ritschl suppose que le L géminé ne faisait pas position. Mais l'essentiel du chemin était accompli : si l'on débattait encore pour savoir ce qu'était cet abrègement iambique, nul ne doutait plus que Plaute et Térence aient écrit de la poésie.

### Controverses sur la nature du phénomène
La grande question posée par l'abrègement iambique est la suivante : s'agit-il d'un phénomène métrique ou prosodique ? Autrement dit, ce phénomène correspond-il à une réalité du latin parlé, ou n'est-ce qu'une licence prise dans la mesure du vers ? Lindsay était certain qu'il s'agissait d'une question de langue : « Brevis Brevians is not a poetic licence, not a Procrustean plan of squeezing a round peg into a square hole, but echoes exactly the pronunciation of everyday (educated) talk » (« L'abrègement iambique n'est pas une licence poétique, ni un plan procustéen consistant à insérer une cheville ronde dans un trou carré, mais il fait exactement écho à la prononciation du langage courant (des gens instruits) »). Aujourd'hui encore, Fortson est globalement de cet avis.
Mais Bettini pense plutôt qu'il faut distinguer deux cas. Les cas d'abrègements de finales vocaliques (egŏ, ibĭ, mihĭ) ou de finales en -r et en -t (loquŏr, amăt), qui ont perduré et se sont généralisés en latin classique (même dans des séquences non iambiques, comme firmăt), doivent sans aucun doute être mis sur le compte d'un phénomène de langue en diachronie. Mais pour ce qui est de l'abrègement des syllabes fermées (quid ĕrgo, volŭntatem), il estime qu'il ne peut s'agir que d'une licence métrique sans rapport avec le parler ordinaire : il montre d'ailleurs que căvĭllationes est attesté avec abrègement, parce que ce mot ne pourrait pas entrer dans un vers iambo-trochaïque autrement, mais que căvīllator n'est pas abrégé, parce qu'il rentrait parfaitement dans le vers sans recourir à cette licence.
Jean Soubiran estimait, quant à lui, que l'abrègement iambique était le propre d'une diction "précipitée", et que cela expliquait pourquoi le phénomène était fréquent dans les mètres du dialogue et absent dans la métrique crético-bacchiaque, plus empreinte de gravitas.
Les deux théories les plus récentes qui s'opposent sur la nature du phénomène — et qui perpétuent l'opposition fondamentale entre les partisans d'un phénomène prosodico-linguistique et les partisans d'une licence métrique — sont celles de Fattori et de Ceccarelli. Le premier croit résolument en l'explication métrique et insiste sur le fait que l'abrègement iambique doit se comprendre dans le cadre d'une diction scénique qui, à nous qui ne possédons que des textes, nous est inaccessible – mais il hypothétise l'existence de longues plus ou moins longues et de brèves plus ou moins brèves. En tout cas, le fait que le phénomène présente comme limitation fondamentale que la brevis et la brevianda appartiennent au même élément métrique est, à ses yeux, un argument fort contre l'hypothèse linguistique. D'un autre côté, Ceccarelli, qui ne croit pas à l'explication métrique, se demande d'où aurait pu venir une licence métrique faisant à ce point violence à la prononciation ordinaire et ne pouvant se prévaloir d'aucun antécédent connu ni en latin ni en grec, alors même que ladite licence n'est pas en soi indispensable (le latin permet parfaitement de composer des vers dramatiques sans recourir à l'abrègement iambique). Il insiste au contraire sur l'évidence d'une variété de sociolectes en latin, comme pour toutes langues vivantes, et sur le fait que certains traits de prononciation ont parfaitement pu continuer d'exister, même à l'époque classique, tout en étant invisibilisés par une métrique obéissant à des règles de plus en plus fixées.

### Incertitudes sur les contours exacts de l'abrègement
Dans un certain nombre de vers, il semble y avoir différentes solutions concurrentes admissibles pour faire fonctionner la scansion. On a remarqué, par exemple, que les mots iambiques où deux voyelles se trouvaient en hiatus (sŭōs, mĕō, dŭās, etc.) semblaient plus fréquemment sujets à l'abrègement iambique que les autres. On a alors pensé à les expliquer plutôt par la synérèse que par l'abrègement iambique, c'est-à-dire par une seule syllabe longue englobant les deux plutôt que par une paire de brèves entrainée par un abrègement ; on l'a même proposée pour un cas comme căvĭllationes qui aurait été prononcé plutôt caullationes. On trouve des cas de synérèses sur ce type de mots dans les septénaires trochaïques de Lucilius, alors que le phénomène d'abrègement iambique en tant que tel ne semble pas le concerner : Tuam probatam m(i) et spectatam maxum(e) adulescentiam (Sat., 26, 617).
D'ailleurs, la « limitation de Jachmann » est une observation généralement admise, selon laquelle l'abrègement iambique est plutôt évité sur l'avant dernier temps fort du sénaire iambique et du septénaire trochaïque ; un vers comme Vobis fecissent, quis bene factis meus pater (Pl., Amph., 44 (sénaire iambique)) pourrait donc laisser penser qu'il faille privilégier la synérèse. Mais ce qui complique encore les choses ici, c'est que dans tous les cas où l'abrègement iambique semble toucher une finale en -s (type mĕŭs devant un mot commençant en consonne), on peut encore hésiter entre l'abrègement iambique et le -s caduc, phénomène bien documenté selon lequel un -s final pouvait n'être pas prononcé dans la diction archaïque (meu', citu'), jusqu'à Lucrèce compris. Chez Plaute et Térence, il est ainsi très fréquent que la seconde syllabe soit brève dans des mots comme magis, satis, potis, nimis, prius, Jovis, sans qu'il faille recourir à l'abrègement iambique pour l'expliquer.
Dans le même ordre d'idées, certains auteurs admettent que la brevis puisse être une voyelle abrégée par « hiatus prosodique » (phénomène selon lequel un monosyllabe long terminé par une voyelle s'abrège en hiatus au lieu de s'élider : cf. Si mĕ amas encore chez Horace (Sat., I, 9, 38)). On pourrait ainsi trouver quelque chose comme Rectumst ĕg(o) ŭt faciam ; non est tĕ ŭt deterream (Ter., Heaut., 79 (sénaire iambique)), où seul le second abrègement iambique nous intéresse, puisque la brevis « tĕ » se trouve elle-même issue de l'abrègement de « tē » par hiatus, mais pourrait tout de même provoquer l'abrègement de ŭt devant consonne. Cette interprétation est très incertaine, puisqu'il suffirait d'admettre l'élision au lieu du hiatus prosodique, et de maintenir la scansion normale du ut devant consonne, c'est-à-dire longue : non est t(e) ut deterream.